# 閆永強
閆永強（2001年4月28日—），出生於山西省朔州市，中國大陸嗩吶演奏者、歌手。

## 經歷
- 2019年，閆永強以專業第一名的成績考入上海音樂學院民族音樂系嗩吶專業。
- 2020年上半年，閆永強參加騰訊視頻男子樂團選秀節目《明日之子樂團季》[1][2]，最終所在的樂團獲得季軍，以水果星球樂團成员身份出道[3]。
- 2022年9月13日，閆永強退出水果星球[4]，成立個人工作室“閆永強聲音裝置”。
- 2023年4月28日，閆永強加入大象音樂集團旗下國風音樂廠牌“大象有風”。9月20日，參演中國國家話劇院出品話劇《薊州疑雲》，飾演說書人、潘公。

## 音樂作品

### 單曲
| 發表日期       | 歌曲名稱 | 作詞   | 作曲   | 備註                           |
| 2022年2月4日   | 雄獅少年 |        | 段煉   | 動畫電影《雄獅少年》同名嗩吶曲 |
| 2023年9月15日  | 萬箭     | 頎鞍   | 邢樹杰 | 太行神話系列單曲               |
| 2023年10月23日 | 移山     | 懷袖   | 王霽宇 | 太行神話系列單曲               |
| 2024年2月7日   | 撲空     | 唐思淼 | OPQ    | 太行神話系列單曲               |
| 2024年4月3日   | 不致迷惘 | 李雲霄 | 李雲霄 |                                |

### 合作單曲
| 發表日期       | 歌曲名稱         | 合作歌手 | 備註                              |
| 2022年7月22日  | 可不可以繼續閃亮 | 任胤蓬、俞更寅、李潤祺 |                                   |
| 2022年8月9日   | 出去玩           | X玖少年團、毛不易、馬伯騫、周震南、傻子與白癡、斯外戈、張洢豪、翟瀟聞、王藝甜、氣運聯盟、廖俊濤、哈拉木吉、水果星球、銀河系、INTO1、明日爭取 | 2022哇唧唧哇夏日家族曲            |
| 2022年12月16日 | 地久             | 黃詩扶 | 收錄於黃詩扶專輯《夢斷·情續前緣》 |
| 2023年4月19日  | 春讀             | 慕寒、小墜、Smile 小千、妖揚、黃詩扶、銀臨、Winky詩、以冬、HITA、司南、小愛的媽、李常超、董真                                                |                                   |

### 未發行曲
| 日期           | 歌曲名稱 | 作詞 | 作曲 | 備註                   |
| 2022年8月28日  | 嗩吶情歌 |      |      | 見面會表演，未發行音源 |
| 2022年11月6日  | 一       | 無詞 |      | 節目表演，未發行音源   |
| 2022年11月14日 | 對位靈魂 |      |      | 節目表演，未發行音源   |

## 演出作品

### 電視劇
| 年份 | 播出平台 | 名稱       | 角色   | 性質 |
| 2024 | 愛奇藝   | 小城故事多 | 閆小強 | 客串 |

### 音樂劇
| 年份   | 劇目     | 角色         | 時間                  | 地點           | 備註 |
| 2023年 | 薊州疑雲 | 說書人、潘公 | 2023年9月20日—9月24日 | 中國國家話劇院 |      |

### 固定綜藝
| 日期                        | 播出平台         | 名稱             |
| 2022年1月17日—4月10日       | 騰訊視頻         | 閃亮的日子       |
| 2022年5月30日—11月5日       | 騰訊視頻、芒果TV | 閃亮的日子第二季 |
| 2022年11月7日—2023年1月17日 | 騰訊視頻、芒果TV | 閃亮的日子第三季 |
| 2023年7月17日—2023年10月3日 | 騰訊視頻         | 閃亮的日子第四季 |

### 綜藝節目
| 日期                   | 電視台   | 名稱           | 集數     |
| 2020年12月6日          | CCTV-3   | 我要上春晚     | EP2      |
| 2021年4月25日          | CCTV-4   | 環球綜藝秀     |          |
| 2022年1月7日           | 天津衛視 | 青春守藝人     | EP2      |
| 2023年7月16日、9月10日 | CCTV-3   | 你好生活第四季 | EP1、EP9 |

### 網路節目
| 日期                       | 播出平台 | 名稱               | 集數   |
| 2020年7月11日—2020年9月5日 | 騰訊視頻 | 明日之子SUPER BAND | 全集   |
| 2021年7月19日、8月9日      | 騰訊視頻 | 夏天來了盟人不在家 | EP2、5 |
| 2022年10月28日             | 快手     | 聲聲如夏花         | EP9    |
| 2022年11月14日             | 百視TV   | 最好的舞台         | EP1    |

### 演唱會
| 演唱會名稱                   | 日期                             | 演唱會站次 | 舉行地點             | 備註             |
| 明日之子樂團巡演             | 2020年11月14日                   | 深圳站     | We Space             | [ 6 ]            |
| 明日之子樂團巡演             | 2020年11月15日                   | 廣州站     | 太空間 Livehouse     |                  |
| 明日之子樂團巡演             | 2020年11月28日                   | 杭州站     | 酒球會目里空間       |                  |
| 明日之子樂團巡演             | 2020年12月5日                    | 上海站     | Modern Sky Lab       |                  |
| 明日之子樂團巡演             | 2020年12月6日                    | 長沙站     | 46 Livehouse         |                  |
| 明日之子樂團巡演             | 2020年12月12日                   | 成都站     | MAO Livehouse        |                  |
| 明日之子樂團巡演             | 2020年12月14日                   | 西安站     | 星球工廠             |                  |
| 水果星球太空放風全国巡演     | 2021年12月10日（騰訊視頻雲直播） | 重慶站     | MAO Livehouse        |                  |
| 水果星球太空放風全国巡演     | 2021年12月11日                   | 成都站     | NU SPACE             |                  |
| 水果星球太空放風全国巡演     | 2021年12月12日                   | 西安站     | MAO Livehouse        |                  |
| 水果星球太空放風全国巡演     | 2021年12月19日                   | 廈門站     | Woke Show 星巢沃克秀 |                  |
| 水果星球太空放風全国巡演     | 2022年3月6日                     | 杭州站     | 酒球會               |                  |
| 水果星球太空放風全国巡演     | 2022年3月12日                    | 北京站     | 疆进酒 OMNI SPACE    |                  |
| 水果星球安全出口2022新EP巡演 | 2022年7月30日                    | 西安站     | 創矩音樂現場         |                  |
| 水果星球安全出口2022新EP巡演 | 2022年7月31日                    | 重庆站     | MAO Livehouse        |                  |
| 水果星球安全出口2022新EP巡演 | 2022年8月5日                     | 南京站     | 八度空間             |                  |
| 水果星球安全出口2022新EP巡演 | 2022年8月10日                    | 天津站     | 二十年音樂現場       |                  |
| 水果星球安全出口2022新EP巡演 | 2022年8月12日                    | 武漢站     | 不晚InTime 403店     |                  |
| 水果星球安全出口2022新EP巡演 | 2022年11月4日                    | 杭州站     | 酒球會               |                  |
| 水果星球安全出口2022新EP巡演 | 2023年1月6日                     | 南京站     | 八度空間             |                  |
| 水果星球安全出口2022新EP巡演 | 2023年1月7日                     | 苏州站     | MAO Livehouse        |                  |
| 世界的另一個我2024巡演       | 2024年4月27日                    | 南京站     | 八度空間             |                  |
| 世界的另一個我2024巡演       | 2024年5月26日                    | 北京站     | 樂空間               |                  |
| 世界的另一個我2024巡演       | 2024年6月8日                     | 上海站     | 新歌空間             |                  |
| 世界的另一個我2024巡演       | 2024年6月15日                    | 深圳站     | NUBOND AIR           |                  |
| 世界的另一個我2024巡演       | 2024年6月16日                    | 廣州站     | SD LIVEHOUSE         | 特邀嘉賓：俞更寅 |

### 頒獎典禮
| 年份   | 典禮名稱                                          | 擔任項目 | 備註                                                                         |
| 2020年 | 第三十屆中國電視金鷹獎 第十三屆中國金鷹電視藝術節 | 演出者   | 與方錦龍、小南、劉豐合奏《雲宮迅音》、《好漢歌》，與方錦龍合奏《千萬次的問》 |

## 外部鏈接
- 閆永強的新浪微博
- 閆永強聲音裝置的新浪微博
- 閆永強在豆瓣上的资料（简体中文）